# Dicranella angustifolia
Dicranella angustifolia är en bladmossart som beskrevs av Mitten 1869. Dicranella angustifolia ingår i släktet jordmossor, och familjen Dicranaceae. Inga underarter finns listade i Catalogue of Life.